# August Schoop
August Schoop (* 25. Februar 1858 in Hönningen; † 16. November 1932 in Düren; vollständiger Name Heinrich August Martin Schoop) war ein deutscher Pädagoge, Historiker, Chronist, Archivar, Archäologe und Sammlungsleiter. Seine Eltern waren Augustin Schoop (1806–1858) und dessen Ehefrau Christine geb. Theisen.

## Biografie
August Schoop besuchte das Progymnasium in Linz am Rhein. Das Abitur legte er am Kölner Marzellengymnasium ab. An der Universität Münster studierte er Geschichte und Philosophie. Nach drei Semestern wechselte er nach Berlin. Schoop promovierte 1883 mit der Arbeit Verfassungsgeschichte von Trier, von den ältesten Immunitäten bis zum Jahre 1260. Die Arbeit wurde von der Philosophischen Fakultät der Friedrich-Wilhelms-Universität zu Berlin genehmigt.
Nach einer kurzen Tätigkeit als Assistent am Kunsthistorischen Seminar der Universität Berlin legte Schoop sein philosophisches Staatsexamen ab. Die wissenschaftliche Prüfung für das Lehramt an höheren Schulen bestand er am 25. November 1844 in Berlin. Seinen Vorbereitungsdienst begann er am 1. April 1885 am Realgymnasium in Köln. Von 1888 bis 1889 war er am Progymnasium in Linz tätig und dann bis 1891 in Eschweiler, danach am Stiftischen Gymnasium in Düren.
1893 heiratete Schoop Rosa Schnitzler. Aus dieser Ehe gingen vier Kinder hervor.
Die Dürener Volkszeitung gab am 7. März 1891 bekannt, dass Schoop als Hilfslehrer an das Stiftische Gymnasium Düren kam. 1896 wurde er Oberlehrer und 1906 Professor an dieser Schule. Dort unterrichtete er als Professor bis zum 1. April 1923 die Fächer Deutsch, Sprachen, Geografie, Geschichte und Sport.
Von 1902 bis 1926 war Schoop Vorsitzender des Dürener Geschichtsvereins. Außerdem arbeitete er von 1894 bis 1927 als Archivar der Stadt Düren. Er verfasste zahlreiche Veröffentlichungen zur Geschichte Dürens und gründete die archäologische Abteilung des Leopold-Hoesch-Museums.
Der Dürener Bürgermeister Hubert Jakob Werners machte Schoop 1894 zum nebenamtlichen Archivar der Stadt Düren. Er ordnete das Archiv, welches in einem Nebengebäude des Rathauses in der Weierstraße untergebracht war. Er entwickelte es zu einem der bedeutendsten Archive im Rheinland.
Am 12. Oktober 1961 wurde eine Straße in Düren nach ihm benannt.

## Werke (Auswahl)
- Verfassungsgeschichte der Stadt Trier von den ältesten Immunitäten bis zum Jahre 1260.
- Geschichte der Stadt Düren bis zum Jahre 1544.
- Geschichte der Stadt Düren bis 1816.
- Die Verwaltung Dürens nach den Stadtrechnungen von 1546 und 1600.
- Das Wirtschaftsleben von Hönningen am Rhein 1813, 1870–1913.